# 坂町機関区
坂町機関区（さかまちきかんく）は、かつて新潟県岩船郡荒川町（現・村上市）坂町にあった日本国有鉄道（国鉄）の機関区である。
坂町駅構内に隣接し、羽越本線の貨物列車用D51形蒸気機関車、および、米坂線用9600形蒸気機関車の基地であった。廃止後も転車台や給水塔が残存しており、羽越本線で運行される「SL村上ひな街道号」などの蒸気機関車牽引列車（SL列車）用に転車台が補修・整備され、方向転換に活用されている。
JR化後は新津運輸区坂町派出（にいつうんゆく さかまちはしゅつ）として運転士が配置されていたが、1999年（平成11年）12月のダイヤ改正で廃止された。

## 沿革
- 1933年（昭和8年）11月：新津機関区村上機関支区坂町駐泊所として開設。[1]
- 1938年（昭和13年）3月1日：新津機関区村上機関支区が同区村上駐泊所に降格し、新津機関区村上支区坂町駐泊所が坂町機関区に昇格。
- 1964年（昭和39年）1月10日：15年間運転無事故記録を達成。
- 1985年（昭和60年）3月14日：坂町機関区廃止、東新潟機関区坂町派出所となる。
- 1987年（昭和62年）4月1日：新津運転区坂町派出所に改称。
- 1991年（平成3年）11月：新津運転所坂町派出所に改称。
- 1997年（平成9年）2月：新津運輸区坂町派出所に改称。
- 1999年（平成11年）12月：廃止。運転士は新津運輸区に編入。

## 所属車両
- 蒸気機関車
- 870形 -（在籍1934年_1935年）

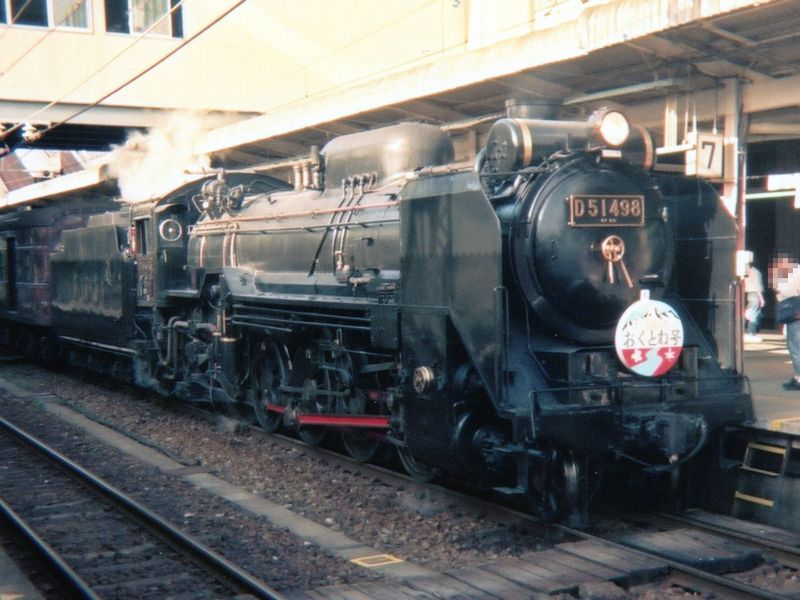
D51 498
（現役時代、当区に最終配属）

- 8620形 -（在籍1938年-1943年）
- 6250形 -（在籍1940年-1941年）
- C56形 -（在籍1938年_1939年、1955年）
- 2120形 -（在籍1933年-1955年）
- D51形 -（在籍1943年-1972年）
- 9600形 -（在籍1951年-1972年）

### 配置車両に表示される略号
「坂」…坂町を意味する「坂」から構成される。_

## その他
- 動態保存機であるD51 498の、現役時代最後の配置区である（但し、廃車直前に高崎第一機関区に貸出したまま廃車になっている）。同機は、1990年3月に新津 - 坂町間で運転された「SLうるおいの新潟号」を牽引、当時の坂町派出所で方向転換と給水を行ない、「里帰り」を果たした。
- 上記の1990年の例を含め、現在、転車台で方向転換を行なう際は、人力を併用する。転車台本来の動力が不足しているのか老朽化によるものなのかは不明。
- 給水塔は現存しているが使用していない。「SL村上ひな街道号」の給水の際には、近隣の消火栓から給水を行なう。また扇形庫も一部が近年まで残っていたが、現在は解体され残っていない。
- 村上市荒川総合体育館のすぐそばには、現役時代には主に信越本線（直江津 - 新津・東新潟操車場（現・新潟貨物ターミナル駅）間のいわゆる“海線”区間）、羽越本線、白新線で活躍した、旧坂町機関区ゆかりのD51形であるD51 735号機（長野工場式変形デフ装備機）が、屋根とシャッター付きの建物の中で、現役時代と変わらない美しい姿で静態保存されている。年に数回、旧坂町機関区のOBによって清掃・点検などが行なわれる。なお、一般公開されるのは、年に1回、毎年11月3日の「文化の日」の前後の時期である。